# 79641 Daniloceirani
79641 Daniloceirani è un asteroide della fascia principale. Scoperto nel 1998, presenta un'orbita caratterizzata da un semiasse maggiore pari a 2,2877101 UA e da un'eccentricità di 0,2566746, inclinata di 0,89331° rispetto all'eclittica.